# Industria papelera

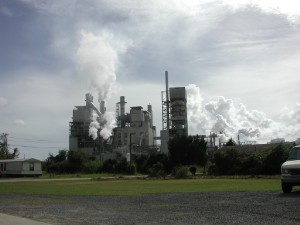
International Paper es el mayor fabricante de pulpa y papel del mundo.

La industria papelera comprende empresas que utilizan madera como materia prima y producen pulpa, papel, cartón y otros productos a base de celulosa.

## Proceso de manufactura

Diagrama que muestra las secciones de la máquina de Fourdrinier

La pulpa se alimenta a una máquina de papel donde se forma como una raya de papel y el agua se elimina presionando y dejando secar.
Al presionar la hoja se elimina el agua a la fuerza. Una vez expulsada el agua de la sábana, se utiliza un tipo especial de fieltro, que no debe confundirse con el tradicional, para recoger el agua. Mientras que, al hacer papel a mano, se utiliza una hoja secante.
El secado implica el uso de aire o calor para eliminar el agua de las hojas de papel. En los primeros días de la fabricación de papel, esto se hacía colgando las sábanas como si fueran ropa sucia. En tiempos más modernos, se utilizan diversas formas de mecanismos de secado con calefacción. En la máquina de papel, el más común es el secador de latas calentado con vapor.[cita requerida]

## Historia de la industria papelera
La plantación comercial de moreras domesticadas para producir pulpa para la fabricación de papel se atestigua ya en el siglo VI. Debido a los avances en la tecnología de impresión, la industria papelera china siguió creciendo bajo la dinastía Song para satisfacer la creciente demanda de libros impresos. La demanda de papel también fue estimulada por el gobierno Song, que necesitaba una gran cantidad de papel para imprimir papel moneda y certificados cambiarios. La primera máquina de papel mecanizada se instaló en Frogmore Paper Mill, Apsley, Hertfordshire en 1803, seguida de otra en 1804. El sitio funciona actualmente como museo.

## Efectos ambientales

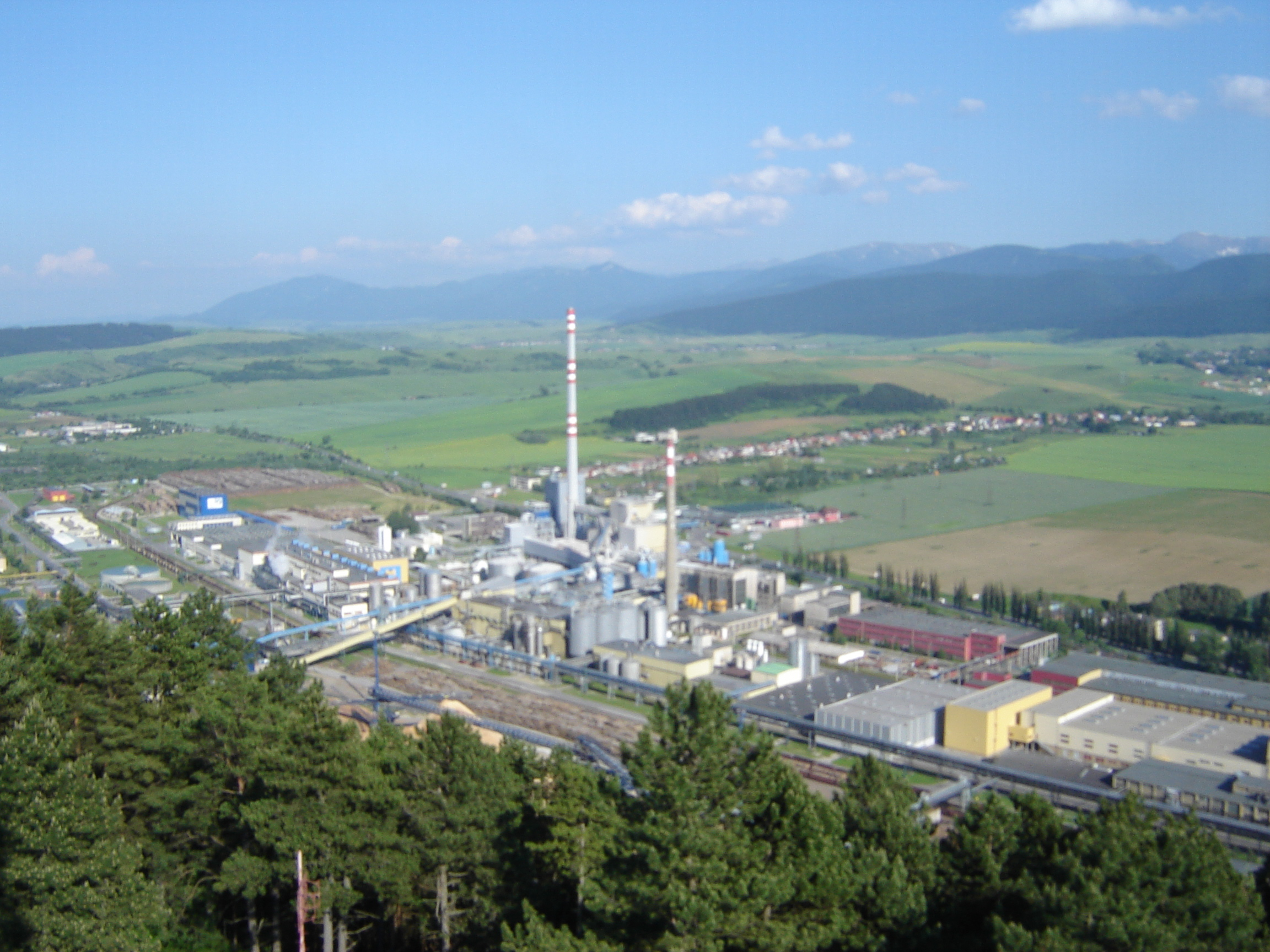
Molino de papel Mondi en Ružomberok, Eslovaquia.

La industria papelera ha sido criticada por grupos ambientalistas como el Consejo de Defensa de los Recursos Naturales por su responsabilidad en la deforestación insostenible y la tala rasa de bosques primarios. La tendencia de la industria es expandirse globalmente a países como Rusia, China e Indonesia con bajos salarios y baja supervisión ambiental. Según Greenpeace, los agricultores de Centroamérica destruyen ilegalmente vastas extensiones de bosque nativo para la producción de ganado y soja sin ninguna consecuencia, y las empresas que compran madera a propietarios privados contribuyen a la deforestación masiva de la selva amazónica. Por otro lado, la situación es bastante diferente cuando el crecimiento forestal ha ido en aumento durante varios años. Se estima, por ejemplo, que desde 1990 los bosques han crecido en Europa en un tamaño equivalente al de Suiza que ha sido apoyado a través de la práctica de manejo forestal sostenible por parte de la industria. En Suecia, por cada árbol que se tala, se plantan dos.
La industria de la celulosa y el papel consume una cantidad significativa de agua y energía y produce aguas residuales con una alta concentración de demanda química de oxígeno (DQO), entre otros contaminantes. Estudios recientes destacan la coagulación como un pretratamiento apropiado de las aguas residuales industriales de pulpa y papel y como una solución rentable para la eliminación de DQO y la reducción de presiones sobre el medio acuático.

## Volúmenes de producción actual y ventas
La industria está dominada por países de América del Norte (Estados Unidos y Canadá), del norte de Europa (Finlandia, Suecia y noroeste de Rusia) y del este de Asia (como la Siberia Oriental en Rusia, China, Japón y Corea del Sur). Australasia y Brasil también tienen importantes empresas de celulosa y papel. La industria también tiene una presencia significativa en varios países europeos, incluidos Alemania, Portugal, Italia, los Países Bajos y Polonia. Estados Unidos había sido el principal productor mundial de papel hasta que fue superado por China en 2009.

### Lista de los principales países por cantidad de producción
Según datos de Statista, China produjo 110 millones de toneladas métricas en 2018, seguida de Estados Unidos con 72 millones.
Según datos estadísticos de RISI, los principales países productores a nivel mundial de papel y cartón, sin incluir pulpa, son los siguientes:
| Posición 2011 | País           | Producción en 2011 (en miles de toneladas) | Cuota en 2011 | Posición 2010 | Producción en 2010 (en miles de toneladas) |
| ------------- | -------------- | ------------------------------------------ | ------------- | ------------- | ------------------------------------------ |
| 1             | China          | 99,300                                     | 24,9%         | 1             | 92.599                                     |
| 2             | Estados Unidos | 75,083                                     | 18,8%         | 2             | 75,849                                     |
| 3             | Japón          | 26,627                                     | 6,7%          | 3             | 27.288                                     |
| 4             | Alemania       | 22,698                                     | 5,7%          | 4             | 23,122                                     |
| 5             | Canadá         | 12,112                                     | 3,0%          | 5             | 12,787                                     |
| 6             | Corea del Sur  | 11,492                                     | 2,9%          | 8             | 11,120                                     |
| 7             | Finlandia      | 11,329                                     | 2,8%          | 6             | 11,789                                     |
| 8             | Suecia         | 11,298                                     | 2,8%          | 7             | 11.410                                     |
| 9             | Brasil         | 10.159                                     | 2,5%          | 10            | 9,796                                      |
| 10            | Indonesia      | 10.035                                     | 2,5%          | 9             | 9,951                                      |
|               | Total mundial  | 398,975                                    | 100,0%        |               | 394,244                                    |

### Lista de las principales empresas por cantidad de producción
Los principales grupos empresariales de papel y cartón del mundo son los siguientes. Algunas cifras son estimaciones:
| Posición | Empresa                    | País           | Producción en 2015 (en miles de toneladas) | Clasificación por ventas |
| -------- | -------------------------- | -------------- | ------------------------------------------ | ------------------------ |
| 1        | International Paper        | Estados Unidos | 23315                                      | 1                        |
| 2        | Nine Dragon Paper Holdings | China          | 12630                                      | 18                       |
| 3        | WestRock                   | Estados Unidos | 12487                                      | 4                        |
| 4        | UPM                        | Finlandia      | 9771                                       | 5                        |
| 5        | Stora Enso                 | Finlandia      | 9188                                       | 8                        |
| 6        | Oji Paper Company          | Japón          | 9115                                       | 3                        |
| 7        | Sappi                      | Sudáfrica      | 7306                                       | 15                       |
| 8        | Smurfit Kappa              | Irlanda        | 7000                                       | 9                        |
| 9        | DS Smith                   | Reino Unido    | 6802                                       | 13                       |
| 10       | Nippon Paper               | Japón          | 6542                                       | 11                       |

### Lista por ventas netas
En 2008, las diez principales empresas de productos forestales, de papel y de embalaje eran, según un informe de PricewaterhouseCoopers:
| Posición | Empresa             | País                   | Ventas netas en 2008 (en millones de US$) | Utilidad (pérdida) neta en 2008 (en millones de US$) |
| -------- | ------------------- | ---------------------- | ----------------------------------------- | ---------------------------------------------------- |
| 1        | International Paper | Estados Unidos         | 24,829                                    | (1.282)                                              |
| 2        | Kimberly Clark      | Estados Unidos         | 19,415                                    | 1,690                                                |
| 3        | SCA                 | Suecia                 | 16,965 (SEK)                              | 857                                                  |
| 4        | Stora Enso          | Finlandia              | 16,227                                    | (991)                                                |
| 5        | UPM                 | Finlandia              | 13,920                                    | (263)                                                |
| 6        | Papel Oji           | Japón                  | 12,788                                    | 114                                                  |
| 7        | Nippon Unipac       | Japón                  | 11,753                                    | 55                                                   |
| 8        | Smurfit Kappa       | Irlanda                | 10,390                                    | (73)                                                 |
| 9        | Grupo Metsä         | Finlandia              | 9.335                                     | (313)                                                |
| 10       | Grupo Mondi         | Reino Unido/ Sudáfrica | 9.466                                     | (310)                                                |